# Гибина (Светий Андраж-в-Словенських Горицях)
Гибина (словен. Gibina) — поселення в общині Светий Андраж-в-Словенських Горицях, Подравський регіон‎, Словенія.